# Women's Childhelp Desert Classic 2012
Il Women's Childhelp Desert Classic 2012 è stato un torneo di tennis facente parte della categoria ITF Women's Circuit nell'ambito dell'ITF Women's Circuit 2012. Il torneo si è giocato a Rancho Mirage negli Stati Uniti dal 6 al 12 febbraio 2012 su campi in cemento e aveva un montepremi di $25,000.

## Vincitori

### Singolare
Johanna Konta ha battuto in finale  Lenka Wienerová con il punteggio di 6–0, 6–4

### Doppio
Ekaterine Gorgodze /  Sofia Shapatava hanno battuto in finale  Valerija Solov'ëva /  Lenka Wienerová con il punteggio di 6–2, 3–6, [10–6]